# Prix littéraires du Gouverneur général 1957
Liste des Prix littéraires du Gouverneur général pour 1957, chacun suivi du gagnant.

## Anglais
- Prix du Gouverneur général : romans et nouvelles de langue anglaise : Gabrielle Roy, Street of Riches.
- Prix du Gouverneur général : poésie ou théâtre de langue anglaise : Jay Macpherson, The Boatman.
- Prix du Gouverneur général : études et essais de langue anglaise : Bruce Hutchison, Canada: Tomorrow's Giant et Thomas H. Raddall, The Path of Destiny.
- Prix du Gouverneur général : littérature jeunesse de langue anglaise - texte : Kerry Wood, The Great Chief.